# Bobby Johnstone
Robert Johnstone, noto come Bobby Johnstone (Selkirk, 7 settembre 1929 – Selkirk, 22 agosto 2001), è stato un calciatore scozzese, di ruolo attaccante.

## Carriera

### Club
Ha giocato nella prima divisione scozzese ed in quella inglese.

### Nazionale
Tra il 1951 ed il 1956 ha totalizzato 17 presenze e 10 reti nella nazionale scozzese.

## Palmarès

### Club

#### Competizioni nazionali
- Campionato scozzese: 3

Hibernian: 1947-1948, 1950-1951, 1951-1952
- Coppa d'Inghilterra: 1

Manchester City: 1955-1956